# Ria Maternus

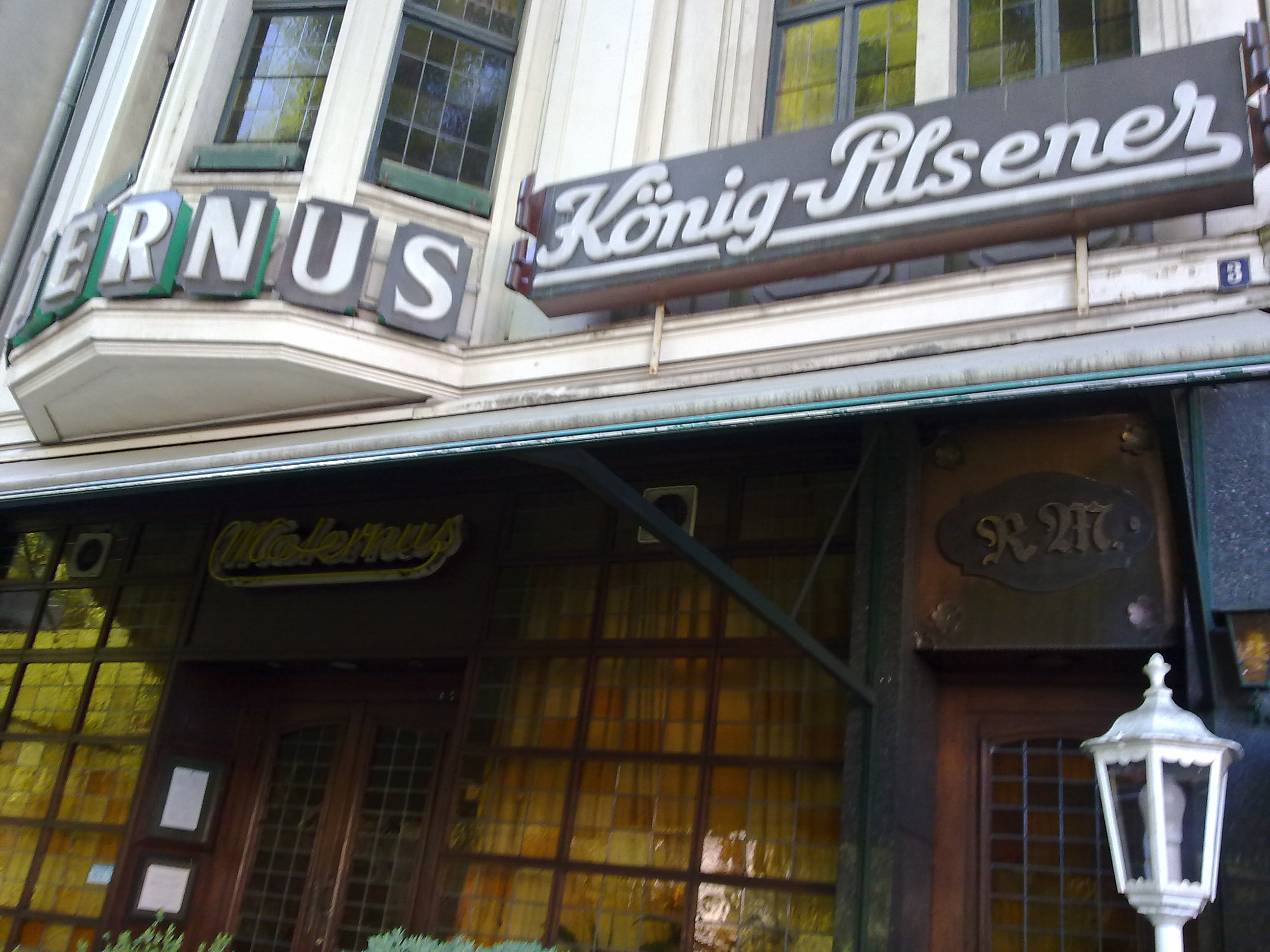
Eingang zum Weinhaus Maternus (mit den Initialen R.M.)

Ria Maternus (* 13. Oktober 1914 in Neuwied; † 24. November 2001 in Bonn) war eine Gastwirtin und Inhaberin des Prominentenlokals Weinhaus Maternus in Bad Godesberg.

## Leben
Die ehemalige Klosterschülerin hatte ein temperamentvolles Wesen: 1945 tanzte sie einmal mit US-General Patton auf dem Tisch. Patton hatte die damalige Weinstube Binger Loch schräg gegenüber dem Bahnhof Bad Godesberg 1945 beschlagnahmt und dort ein Offizierskasino eingerichtet. Ihr Vater, der Gastwirt Gerhard Maternus, der das Haus in der damaligen Poststraße (heute Paul-Löbe-Straße 2) 1931 mit seiner Familie bezogen hatte, vermietete das Lokal nach der Rückgabe zunächst der Universität Bonn als Mensa-Außenstelle. Anfang der 1950er Jahre übernahm dann Tochter Maria die Führung des Gaststättenbetriebs.
Im Maternus (auch kurz Bei Ria genannt) trafen sich nicht nur die Bonner, sondern auch viele internationale Politiker – darunter der damalige französische Staatspräsident Charles de Gaulle sowie fast alle amerikanischen Präsidenten der Nachkriegszeit. Politische Größen wie der CSU-Verteidigungsminister Franz Josef Strauß (der hatte einen Stammplatz unter dem Bild ihrer Mutter), Willy Brandt (dessen Frau Rut sie nach der Scheidung ihm vorzog) oder Helmut Kohl (den sie persönlich nicht mochte) gaben sich bei ihr die Klinke in die Hand. Rainer Barzel, Kurt Biedenkopf, Hans-Dietrich Genscher und auch Norbert Blüm, der ihr einen kleinen Nachruf in der FAZ schrieb, waren gern gesehene Gäste.
Nachdem Bonn die Hauptstadtfunktion an Berlin abgegeben hatte, florierte diese einzigartige Institution der alten Bundesrepublik noch eine Weile weiter. Kinderlos, adoptierte sie in ihren letzten Lebensjahren ihren Küchenchef Erwin Drescher, der ihr jahrzehntelang die Treue gehalten hatte und das Weinhaus bis Ende Oktober 2012 in ihrem Sinne führte. Am 16. November 2012 wurde das Restaurant unter neuer Leitung, im Interieur weitgehend unverändert, neu eröffnet.
Ria Maternus wurde am 30. November 2001 auf dem Friedhof Elisabethstraße in Neuwied beigesetzt.

## Ehrungen
Ria Maternus wurde im französischen Autun zum Ritter der Confrérie des Chevaliers du Tastevin geschlagen.
Am 3. September 1974 erhielt sie vom damaligen Bundespräsidenten Walter Scheel das Bundesverdienstkreuz 1. Klasse.
2003 wurde der Godesberger Bahnhofsvorplatz (ehemals Teil der Moltkestraße) in Ria-Maternus-Platz umbenannt.